# Tereza Voborníková
Tereza Voborníková (Vrchlabí, 31 maggio 2000) è una biatleta ceca.

## Biografia
Ha esordito in Coppa del Mondo il 9 gennaio 2020 a Oberhof (84ª nella sprint) e ha conquistato i suoi primi punti il 21 gennaio 2022 giungendo 29ª nell'individuale di Anterselva. Ha debuttato ai Giochi olimpici invernali a Pechino 2022 (58ª nella sprint, doppiata nell'inseguimento e 34ª nell'individuale) e ai Campionati mondiali a Oberhof 2023 (18ª nella sprint, 7ª nell'inseguimento, 45ª nell'individuale, 18ª nella partenza in linea, 7ª nella staffetta, 5ª nella staffetta mista e 14ª nella staffetta mista individuale). Ai Mondiali di Nové Město na Moravě 2024 si è classificata 32ª nella sprint, 13ª nell'inseguimento, 52ª nell'individuale e 7ª nella staffetta; a quelli di Lenzerheide 2025 ha vinto la medaglia d'argento nella staffetta mista e si è piazzata 71ª nella sprint, 24ª nell'individuale, 12ª nella staffetta e 14ª nella staffetta mista individuale.

## Palmarès

### Mondiali
- 1 medaglia:
  - 1 argento (staffetta mista a Lenzerheide 2025)

### Mondiali juniores
- 3 medaglie:
  - 2 ori (sprint, inseguimento a Soldier Hollow 2022)
  - 1 bronzo (individuale a Soldier Hollow 2022)

### Mondiali giovanili
- 2 medaglie:
  - 2 argenti (individuale, inseguimento a Brezno-Osrblie 2019)

### Coppa del Mondo
- Miglior piazzamento in classifica generale: 16ª nel 2024